# Nùng Trí Cao (phường)
Nùng Trí Cao là một phường  thuộc tỉnh Cao Bằng, Việt Nam. Phường có con sông Bằng chảy qua.